# Ministère de l'Économie et des Finances (Italie)
Pour les autres articles nationaux ou selon les autres juridictions, voir Ministère de l'Économie et des Finances.

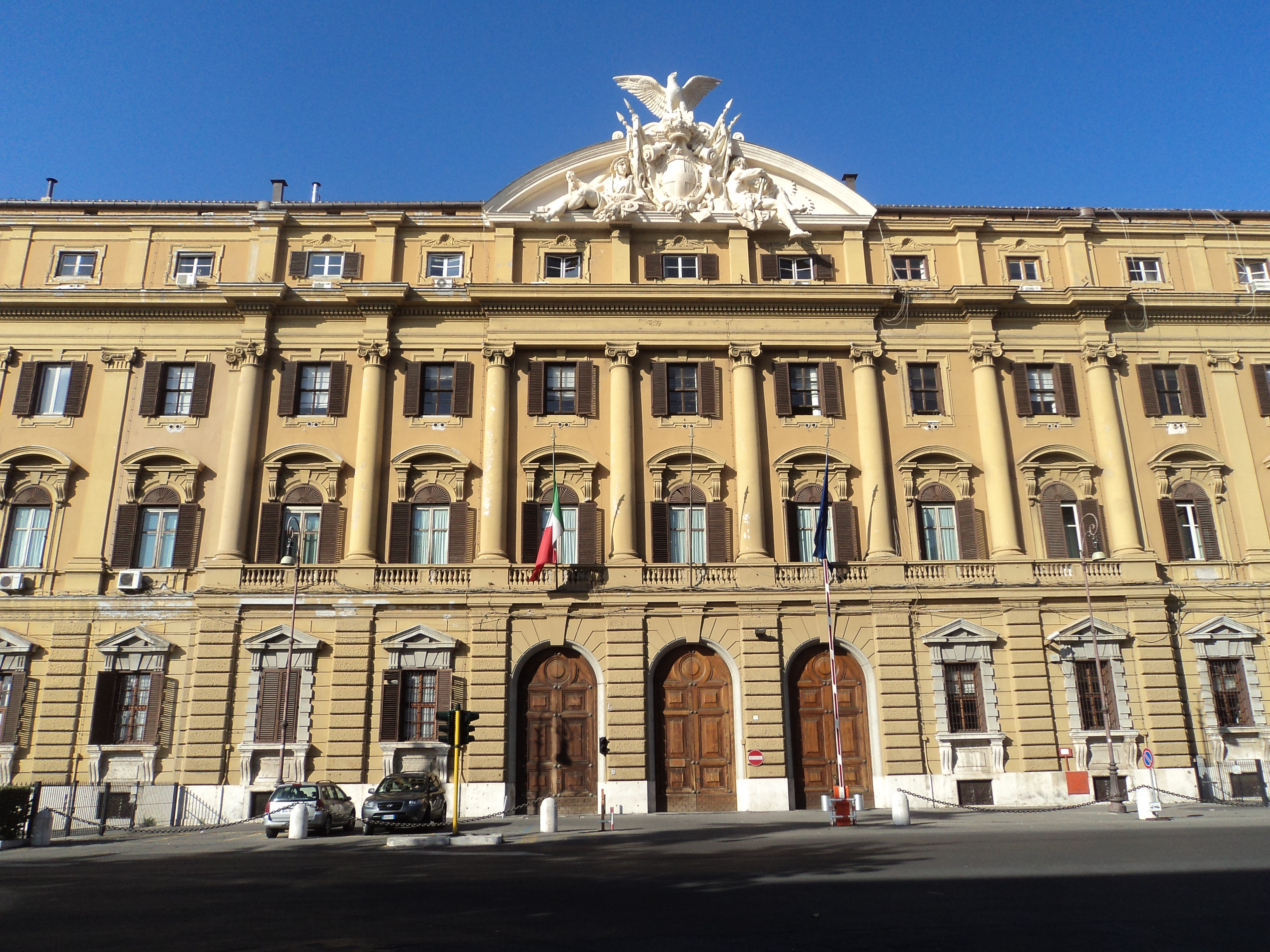
Les locaux du ministère en 2011.

Le ministère de l'Économie et des Finances (en italien : Ministero dell'economia e delle finanze, également connu sous l'acronyme MEF) du gouvernement italien est chargé de la mise en œuvre de la politique économique, financière et budgétaire nationale.
Il est dirigé par le ministre de l'Économie et des Finances, actuellement Giancarlo Giorgetti.

## Histoire
Dès 1947, le gouvernement De Gasperi III tente de fusionner les ministères préexistants du Trésor et des Finances, mais l'expérience se heurte à une forte opposition politique en raison de la grande quantité de pouvoir concentrée dans les mains du ministre Pietro Campilli, et est donc rapidement abandonnée pour plus de cinquante ans.
Après une première réorganisation avec la loi n° 358 du 29 octobre 1991, sur la base de la délégation conférée par la loi n° 59 du 15 mars 1997, a été promulgué le décret législatif n° 300 du 30 juillet 1999, qui a unifié les ministères économiques, à savoir le ministère des Finances et le ministère du Trésor, du Budget et de la Planification économique, lui-même formé en 1998 par la fusion du ministère du Trésor et du ministère du Budget et de la Planification économique. Sous le gouvernement Berlusconi II, le règlement d'application a été publié avec le décret présidentiel n° 107 du 26 mars 2001, qui a sanctionné l'absorption par le ministère de l'Économie et des Finances des départements précédents, à savoir le ministère du Trésor, du Budget et de la Planification économique et le ministère des Finances.
En 2001, dès qu'il est devenu opérationnel, le ministère de l'économie et des finances a été divisé en 5 départements :
- Département du Trésor ;
- Bureau de la comptabilité générale du département d'État ;
- Département des politiques de développement et de cohésion ;
- Département de l'administration générale, du personnel et des services du Trésor ;
- Département des politiques fiscales.

Les quatre premiers départements ont été hérités du ministère du Trésor, du Budget et de la Planification économique, tandis que le cinquième département constituait la seule structure départementale du ministère des Finances. Le cadre organisationnel du ministère a ensuite été réformé par le décret législatif 173/2003. À la suite de la réorganisation par le décret présidentiel 43/2008, le ministère a été divisé en 4 départements :
- Département du Trésor ;
- Département de la comptabilité générale Bureau de l'État
- Ministère des Finances ;
- Département de l'administration générale, du personnel et des services.

La réorganisation ultérieure a eu lieu avec le décret présidentiel 67/2013.

## Organisation
Le ministère possède une structure centrale et territoriale assez complexe, qui résulte de la fusion des anciens départements et a été révisée ces dernières années.

### Départements
Selon la discipline dictée par le décret du président du Conseil des ministres (Decreto del Presidente del Consiglio dei Ministri) DPCM 103/2019, le ministère est divisé en départements suivants :
- Département du Trésor ;
- Département de la comptabilité générale du Département d'État ;
- Département des Finances ;
- Département de l'administration générale, du personnel et des services.

A. Le département du Trésor est divisé en 8 directions :
- Direction I - Analyse économique et financière ;
- Direction II - Dette publique
- Direction III - Relations financières internationales
- Direction IV - Système bancaire et financier - Affaires juridiques ;
- Direction V - Prévention de l'utilisation du système financier à des fins illégales
- Direction VI - Transactions financières - Contentieux communautaire ;
- Direction VII - Finances et privatisation ;
- Direction VIII - Valorisation des actifs et des biens publics.

B. Le département de la comptabilité générale de l'État est divisé en deux parties :
1. Bureaux centraux de niveau de gestion générale ;
2. Bureaux centraux du budget ;
3. Offices comptables d'État territoriaux.

B1. 9 inspections générales (Ispettorati Generali ou IG) et 2 services sont qualifiés de bureaux centraux de niveau de gestion générale :
- IG des finances ;
- IG du budget ;
- IG pour le statut du personnel et l'analyse des coûts du travail public ;
- IG pour les affaires économiques ;
- IG pour les finances de l'administration publique ;
- IG pour les relations financières avec l'Union européenne ;
- IG pour les dépenses sociales ;
- IG pour les technologies de l'information et l'innovation technologique ;
- IG pour la comptabilité et les finances publiques.
- Service départemental de recherche ;
- Service central pour le système de comptabilité.

B2. Des bureaux centraux du budget (Uffici Centrali del Bilancio ou UCB) sont établis dans chaque ministère :
- UCB au ministère de l'économie et des finances ;
- UCB au ministère de l'Intérieur ;
- UCB au Ministère de la Défense ;
- UCB au ministère de l'éducation ;
- UCB au Ministère de l'Université et de la Recherche ;
- UCB au ministère du développement économique ;
- UCB au ministère des infrastructures et de la mobilité durable ;
- UCB au ministère des Affaires étrangères et de la Coopération internationale ;
- UCB au Ministère de la Justice ;
- UCB au ministère du travail et de la politique sociale ;
- UCB au Ministère de la Santé ;
- UCB au Ministère de l'Agriculture, de l'Alimentation et des Forêts ;
- UCB au ministère de la Transition écologique ;
- UCB  au Ministère de la Culture.

B3. Les offices budgétaires territoriaux et les offices comptables territoriaux de l'État constituent le système comptable.
C. Le département des finances est composé de 6 bureaux de niveau de direction générale :
- Direction des études et recherches économico-fiscales ;
- Direction de la législation fiscale et du fédéralisme fiscal ;
- Direction des agences et organismes fiscaux
- Direction des relations fiscales européennes et internationales ;
- Direction du système d'information fiscale ;
- Direction de la justice fiscale.

D. Le département de l'administration générale, du personnel et des services est divisé en 5 directions centrales (Direzioni Centrali ou DC):
- DC pour la rationalisation des bâtiments, des achats, de la logistique et des affaires générales ;
- DC pour les systèmes d'information et l'innovation ;
- DC pour le personnel ;
- DC pour la communication institutionnelle ;
- DC pour les services aux administrations et aux tiers.

### Bureaux de collaboration directe
Selon la discipline dictée par le décret présidentiel 227/2003, les bureaux suivants sont des bureaux de collaboration directe avec le ministre:
- Cabinet ministériel (au sein duquel ont été nommés un conseiller diplomatique, 4 conseillers et un aide de camp)
- Secrétariat du ministre
- Bureau de coordination législative (divisé en deux sections : "bureau législatif-économie" et "bureau législatif-finances")
- Secrétariat technique du ministre
- Service de presse ;
- Secrétariats et les bureaux des ministres adjoints ;
- Secrétariats des sous-secrétaires d'État ;
- Service de contrôle interne - SECIN.

### Autres bureaux centraux
Enfin, il existe également un certain nombre de bureaux spéciaux au sein du ministère :
- l'École supérieure d'économie et de finance (Scuola superiore dell'Economia e delle Finanze ou SSEF) "Ezio Vanoni", qui jouit d'une complète autonomie d'organisation, de gestion et de comptabilité en tant que centre autonome de responsabilité de l'administration économique et financière ;
- le Service de conseil et d'inspection fiscale (Servizio Consultivo ed Ispettivo Tributario ou SECIT) ;
- la Commission technique des finances publiques (ex art. 1, par. 474, loi n° 296 du 27 décembre 2006) ;
- le Comité permanent de coordination des activités de finances publiques ;
- le Comité permanent d'orientation et de coordination pour la fiscalité.

### Bureaux territoriaux
Au niveau périphérique, le ministère est organisé en Offices comptables territoriaux des États (Ragionerie Territoriali dello Stato ou RTS), qui dépendent organiquement et fonctionnellement du département d'État General des Offices comptables territoriaux des États (Dipartimento della Ragioneria Generale dello Stato). Depuis le 1er février 2015, à la suite de la réorganisation des bureaux territoriaux du MEF, les RTS de Biella, Crotone, Enna, Lecco, Lodi, Massa Carrara, Prato, Rimini, Verbania et Vibo Valentia ont été supprimés ou fusionnés avec d'autres RTS.
Jusqu'au 28 février 2011, il existait également des directions territoriales de l'économie et des finances, (Direzioni territoriali dell'economia e delle finanze ou DTEF), qui dépendaient organiquement et fonctionnellement du département de l'administration générale, du personnel et des services, mais il a été mis fin à leurs activités par le décret ministériel du 23/12/2010.
Les compétences des DTEF ont été absorbées dans une large mesure par les offices comptables territoriaux de l'État, mais pas tout le personnel, puisque certains d'entre eux sont passés à l'Agence des monopoles.

## Les agences fiscales
En étroite coordination avec le ministre, mais complètement autonomes, se trouvent les agences fiscales :
- Agenzia delle Entrate, qui s'occupe des impôts d'État (depuis 2012, elle intègre l'Agenzia del Territorio, qui gère les services cadastraux et cartographiques, les services de publicité immobilière, les services d'estimation technique et l'Observatoire du marché immobilier) ;
- Agenzia del demanio, qui s'occupe des biens de l'État ;
- Agenzia delle Dogane e dei Monopoli (Agence des douanes et des monopoles), qui gère les droits d'accises et la zone douanière de l'État, intégrant également l'Amministrazione Autonoma dei Monopoli di Stato (AAMS) depuis 2012.

Les Agences ont leur siège à Rome et des bureaux périphériques dans tout le pays.

## Justice fiscale
Le ministère abrite le Conseil présidentiel de la justice fiscale (Consiglio di presidenza della giustizia tributaria) , un organe autonome composé de juges fiscaux, dont les tâches sont similaires à celles du Conseil supérieur de la magistrature (Consiglio superiore della magistratura). Les juges fiscaux travaillent dans les commissions fiscales, ont le statut de magistrats honoraires et sont nommés par le ministre de l'économie et des finances sur désignation du Conseil présidentiel de la justice fiscale.

## Fonctions
Conformément au décret législatif n° 300/1999, elle exerce les fonctions et les tâches qui incombent à l'État en matière de politique économique, financière et budgétaire, en ce qui concerne la planification des investissements publics, la coordination des dépenses publiques et la vérification de leur évolution, les politiques fiscales et le système fiscal, les biens et le patrimoine de l'État, le cadastre et les douanes, la planification, la coordination et la vérification des interventions en matière de développement économique, territorial et sectoriel et les politiques de cohésion. Elle a pour mission principale d'organiser la préparation et la gestion du budget de l'État, y compris les opérations de trésorerie et la vérification des tendances relatives et des flux de trésorerie, d'assurer le lien opérationnel avec l'accomplissement des obligations en matière de couverture des besoins financiers, ainsi que la vérification de la quantification des charges résultant des mesures et des innovations réglementaires et le suivi des dépenses, la coordination et la vérification des tendances et l'exécution des contrôles prévus par le système.
Il est chargé de la planification économique et financière, de la coordination et de la vérification des interventions en matière de développement économique territorial et sectoriel et des politiques de cohésion, en faisant également appel aux chambres de commerce, d'industrie, d'artisanat et d'agriculture, avec une référence particulière aux zones déprimées, en exerçant à cette fin les fonctions attribuées par la loi en matière d'outils de planification négociée et de programmation de l'utilisation des fonds structurels de l'UE. En ce qui concerne les questions financières, elle est chargée de l'analyse du système fiscal et des choix en matière de recettes fiscales et de revenus au niveau national, communautaire et international, ainsi que des activités de coordination .
Son activité doit être coordonnée avec celle des agences fiscales, réglementée par une convention spéciale, à laquelle le ministère, au nom de l'État, dicte les objectifs à atteindre et dont il nomme les responsables. Il peut également disposer du travail de la Guardia di Finanza pour la poursuite des buts et objectifs prévus par la loi, par l'intermédiaire du ministre dont le Corps dépend directement.
Il exerce également des fonctions de surveillance des organes, des activités et des fonctions liées aux relations avec les autorités de surveillance et de contrôle prévues par la loi, et est membre du Conseil suprême de la défense.

## Participations
Les participations directes du ministère sont, par ordre alphabétique, les suivantes, :
1. Agenzia nazionale per l'attrazione degli investimenti e lo sviluppo d'impresa - Invitalia (100%) entreprise publique du Ministère du développement économique
2. Amco (100%) opère dans le secteur financier, en particulier dans la gestion et le recouvrement des prêts douteux
3. ANPAL Servizi (100%)
4. ARCUS S.p.A. (100%) entreprise publique du Ministère de la Culture
5. Banca Monte dei Paschi di Siena (68,25%[7])
6. Cassa Depositi e Prestiti (82,77%)
7. Consap (100%) entreprise publique du ministère de l'économie et des finances
8. Consip (100%) entreprise publique du ministère de l'économie et des finances
9. Expo 2015 (40%)
10. ENAV (53,37%[8])
11. Enel (23,585%[9],[10])
12. Eni (4,34%[11])
13. EUR S.p.A. (90%)
14. Ferrovie dello Stato Italiane (100%[12])
15. Fondo Italiano d'Investimento SGR S.p.A. (12,50%)
16. Gestore dei Servizi Energetici - GSE (100%)
17. INVIMIT SGR (100%)
18. Istituto Luce Cinecittà (100%)
19. Istituto Poligrafico e Zecca dello Stato (100%) entreprise publique du ministère de l'économie et des finances
20. ITA Airways  - compagnie aérienne nationale d'Italie (100%)
21. Leonardo (30,20%[13])
22. MEFOP - Société pour le développement du marché des fonds de pension (58,21%)
23. PagoPA (100%)
24. Poste italiane (29,26%[14])
25. Rai (99,56%[7])
26. Rete Autostrade Mediterranee (100%) entreprise publique du Ministère des infrastructures et des transports.
27. Sogei (100%) entreprise publique du ministère de l'économie et des finances
28. Sogesid (100%)
29. SOGIN (100%)
30. SOSE - Soluzioni per il sistema economico (88%)
31. Sport e salute (100%)
32. ST Holding (50%)
33. Studiare Sviluppo (100%)

## Entités surveillées
Le MEF supervise les entités suivantes :
- le Fonds des officiers de la Guardia di Finanza (Cassa Ufficiali della Guardia di Finanza), qui assure la sécurité sociale et l'aide sociale des agents de la Guardia di Finanza ;
- le Fonds de prévoyance pour le personnel appartenant aux rôles d'inspecteurs, de surintendants, d'officiers et de financiers de la Guardia di Finanza (Fondo di previdenza per il personale appartenente ai ruoli di ispettori, sovrintendenti, appuntati, finanzieri della Guardia di Finanza), une caisse de sécurité sociale pour le personnel de la Guardia di Finanza, à l'exclusion des officiers ;
- le Fonds de prévoyance pour le personnel de l'ancien ministère des finances (Fondo di previdenza per il personale dell'ex Ministero delle Finanze), une institution de soutien à la sécurité sociale pour le personnel de l'ancien ministère des finances, incorporée en 2001 au MEF ;
- l'Institut d'études et d'analyses économiques (Istituto di studi e analisi economica), une institution de recherche juridique et économique.

## Liste des ministres
- Liste des ministres italiens des Finances du royaume d'Italie à la République italienne.
- Liste des ministres italiens de l'Économie et des Finances